# خورخي سيرميسوني
خورخي سيرميسوني (16 أغسطس 1908 – 1 ديسمبر 2002) هو مبارز بالسيف أرجنتيني راحل، مثّل بلاده في الألعاب الأولمبية الصيفية 1948.

## روابط رياضية
خورخي سيرميسوني على موقع أوليمبيديا (الإنجليزية)